# Francisco António de Almeida
Francisco António de Almeida (c.1703–1754) foi um compositor e organista português.

## Vida
Devido às suas origens nobres, recebeu de D. João V uma Bolsa para estudar em Itália.
Entre 1722 e 1726 estudou em Roma, onde publicou duas oratórias, Il pentimento di David e La Giuditta. A 9 de Julho de 1724 participou numa academia organizada por Pier Leone Ghezzi, que na ocasião lhe desenhou uma caricatura, descrevendo-o na legenda como um «jovem, mas excelente compositor de concertos e de música sacra, que canta com extremo gosto».
Regressou a Portugal em 1726, onde se tornou organista da Capela Real e Patriarcal de Lisboa.
Tal como Domenico Scarlatti, foi professor de cravo da Infanta Maria Bárbara de Portugal. Em 1728, a primeira das suas serenatas, Il Trionfo della virtù, foi realizada em Lisboa no palácio do Cardeal João da Mota e Silva. A sua ópera cómica, La pazienza di Socrate, foi realizada no palácio real em 1733. Foi a primeira ópera italiana em Portugal. Para as celebrações carnavalescas, La Finta Pazza estreou no palácio real de Ribeira em 1735.
Apesar de ser frequentemente apontado que teria morrido em Lisboa, no Grande Terramoto, Francisco António de Almeida morreu, sem testamento, no dia 3 de outubro de 1754 em Sacavém, e foi sepultado na Ermida de Nossa Senhora da Vitória.

## Obras
OBRAS SACRAS
- Il pentimento di Davidde (componimento sacro), 1722.
- La Giuditta (oratorio), 1726 (primeiras interpretações modernas foram em 1990, a obra foi considerada uma obra-prima).
- Te Deum.

OBRAS DE PALCO
- Il trionfo della virtù (componimento poetico), 1728.
- Il trionfo d'amore (scherzo pastorale), 1729.
- Gl'incanti d'Alcina (dramma per musica da cantarsi), 1730.
- Il vaticinio di Pallade e di Mercurio, 1730-1731.
- La pazienza di Socrate: Dramma comico da cantarsi nel carnevale di quest'anno nel real palazzo di Lisbona, 1733.
- La Spinalba, ovvero Il vecchio matto (dramma comico), 1739.
- L’Ippolito (serenata a 6 vozes), 1752.

MÚSICA INSTRUMENTAL
- Sinfonia Fá Maior á 2 Corni, 2 Oboi, 2 Violini, Viola e Basso Continuo.